# 金融機能の早期健全化のための緊急措置に関する法律
金融機能の早期健全化のための緊急措置に関する法律（きんゆうきのうのそうきけんぜんかのためのきんきゅうそちにかんするほうりつ、平成10年10月22日法律第143号）は、金融機関の資本増強に関する日本の法律である。金融早期健全化法等と略された。
1998年に成立した。

## 所管官庁
- 金融庁企画市場局総務課信用制度企画室[1]
- 金融庁監督局総務課信用機構対応室[2]
- 金融庁監督局銀行第一課 - 全国銀行協会加盟行を担当
- 金融庁監督局銀行第二課 - 全国地方銀行協会、第二地方銀行協会加盟行、信用金庫、信用協同組合、労働金庫を担当

## 概要
金融機関等の資本の増強に関する緊急措置の制度を設けること等によって金融機能の早期健全化を図り、金融システムの再構築することを目的としている。 

## 構成
- 第一章 総則
- 第二章 金融機関等の資本の増強に関する緊急措置
- 第三章 預金保険機構の業務の特例等
- 第四章 雑則
- 第五章 罰則
- 附則